# 久保野茂
久保野 茂（くぼの しげる、1947年 - ） は、日本の物理学者。東京大学名誉教授。

## 人物・経歴
1970年東北大学理学部物理学科卒業。1972年東北大学大学院理学研究科修了、理学修士。1975年東京大学大学院理学系研究科博士課程修了、理学博士。
J.H.ウイリアムス研究所研究員、ブルックヘブン国立研究所研究員、東京大学原子核研究所助手、東京大学大学院理学系研究科附属原子核科学研究センター助教授、東京大学大学院理学系研究科附属原子核科学研究センター教授を経て、2012年定年退職、東京大学名誉教授、理化学研究所仁科加速器研究センター客員主管研究員。
専門は原子核物理及び宇宙核物理で、低エネルギー不安定核生成分離装置「CRIB」 の整備を主導し、核反応機構分野の研究で顕著な業績を挙げた。